# Mohamed Hussein Tantawi
Mohamed Hussein Tantawi (àrab: محمد حسين طنطاوى, Muḥammad Ḥussayn Ṭanṭāwī) (Kafr El-Meselha, 31 d'octubre de 1935 - 21 de setembre de 2021) va ser un militar i polític egipci que es va convertir en president interí d'Egipte l'11 de febrer de 2011. Tenia el rang de Mariscal de Camp i va servir al govern d'Egipte com a Ministre de Defensa i Producció Militar des de 1991, i va ser el comandant en cap de les Forces Armades d'Egipte.
Tantawi va rebre la seva comissió l'1 d'abril 1956 servint a la infanteria, i va participar en les guerres de 1956, 1967 i 1973. Va ocupar diverses comandàncies i va ser assignat com a agregat militar al Pakistan. Després de la destitució del tinent general Yousef Sabry Abo Taleb, Tantawi va ser nomenat com a ministre de Defensa i Producció Militar i comandant en cap de les Forces Armades d'Egipte el 20 de maig de 1991; es va convertir en el primer egipci des de 1989 amb el rang de Mariscal de Camp. En aquest període, també va participar en la Primera Guerra del Golf al costat de la coalició encapçalada pels Estats Units.
A partir de 2011, Tantawi és vist com un candidat a la presidència d'Egipte. Enmig de les protestes del 2011, Tantawi va ser ascendit a Vice Primer Ministre, mentre que conservava la cartera de Defensa, el 31 de gener de 2011.
L'11 de febrer 2011 el president Hosni Mubarak, va renunciar i va transferir la competència al Consell Suprem de les Forces Armades, dirigida per Tantawi. El Consell es pronunciarà amb el President del Tribunal Constitucional Suprem, Farouk Sultan, i pot dissoldre el Parlament d'Egipte.
Tantawi va exercir com a Comandant de la Guàrdia Presidencial i director de l'Autoritat d'Operacions de les Forces Armades.